# HM Treasury
Skarb Państwa Jego Królewskiej Mości (ang. HM Treasury, His Majesty’s Treasury) – departament rządu Wielkiej Brytanii odpowiedzialny za opracowywanie, wykonywanie i kontrolę rządowej polityki finansów publicznych i polityki gospodarczej. Prowadzi internetowy system centralnej księgowości i sprawozdawczości (Online System for Central Accounting and Reporting), który wyszczególnia wydatki wszystkich departamentów sektora publicznego, i z którego sporządzane są roczne sprawozdania finansowe. Czasami nazywany Exchequer lub mniej formalnie Treasury.
Przymiotnik dzierżawczy Her/His (Jej/Jego) w nazwie departamentu różni się w zależności od płci panującego monarchy.
HM Treasury jest departamentem ministerialnym, wspieranym przez 14 agencji i organów publicznych.

## Historia
Początki Skarbu historycznego królestwa Anglii sięgają czasów króla Wilhelma Zdobywcy. W rejestrze Domesday Book z 1086 roku widnieje wpis „Henry the Treasurer” (Skarbnik Henry) jako właściciela ziemskiego w Winchesterze, gdzie przechowywano królewski skarb. Skarbiec Zjednoczonego Królestwa wywodzi się zatem ze Skarbu Królestwa Anglii i powstał za panowania Henryka I w 1126 r. Szef skarbu nazywany był lordem wielkiem skarbnikiem. Począwszy od czasów Tudorów Lord Skarbnik był jednym z najważniejszych urzędników w państwie i konkurował z Lordem Kanclerzem o główną pozycję. W 1667 r. Karol II Stuart powierzył George’owi Downingowi reformę zarządzania skarbem i zbierania podatków.
Od 1660 r. Skarb Państwa był pod zarządem komitetu. Komisarzy nazywano „lordami skarbu” i nadawano im numery na podstawie stażu pracy. Ostatecznie Pierwszego Lorda Skarbu zaczęto postrzegać jako naturalnego szefa rządu, a od czasów Roberta Walpole’a ten urząd zaczął być nazywany nieoficjalnie premierem.
Do 1827 r. pierwszy lord skarbu, jeśli był jednocześnie członkiem Izby Gmin, pełnił rolę kanclerza skarbu, natomiast jeśli pierwszy lord był członkiem Izby Lordów, drugi lord pełnił funkcję Kanclerza Skarbu.

## Siedziba
Główna siedziba HM Treasury znajduje się przy 1 Horse Guard Road na londyńskim Westminsterze. Zachodnia część obiektu, projektu szkockiego architekta Johna Brydona, została ukończona w 1908 r., a wschodnia w 1917 r. Pierwotnie przeznaczona była dla kuratorium oświaty (Board of Education), zarządu samorządów terytorialnych (Local Government Board) i biura ministerstwa pracy (Ministry of Works Office). HM Treasury wprowadziło się do budynku w 1940 r.
Gruntowny remont obiektu został ukończony w 2002 roku i kosztował 140 milionów funtów.

## Powiązane organy publiczne
Departamenty pozarządowe
- Government Actuary’s Department – ekspertyzy dotyczące złożonych problemów finansowych związanych z ryzykiem w dziedzinie ubezpieczeń, inwestycji i emerytur[5];
- National Savings and Investments – państwowy bank oszczędnościowy w Wielkiej Brytanii, agencja wykonawcza kanclerza skarbu[6];

Agencje wykonawcze
- Government Internal Audit Agency – audyt wewnętrzny większości jednostek administracji centralnej, zwalczanie oszustw i korupcji[7];
- National Infrastructure Commission – ekspertyzy dotyczące głównych długoterminowych wyzwań związanych z infrastrukturą[8];
- UK Debt Management Office – realizuje rządową politykę zarządzania długiem publicznym, przepływy pieniężne[9];

Pozaministerialny organ publiczny
- Office for Budget Responsibility – niezależne analizy finansów publicznych[10];

Pozaministerialna organizacja doradcza
- Royal Mint Advisory Committee – komisja dokonująca przeglądu nowych projektów monet, medali, pieczęci i dekoracji i rekomendująca rządowi preferowane projekty[11];

Pozostałe
- The Crown Estate – niezależna firma utworzona na mocy Ustawy o Parlamencie (Act of Parliament) zarządzająca nieruchomościami o wartości 14,1 miliarda funtów (budynki, linia brzegowa, dno morskie, leśnictwo, rolnictwo i grunty wspólne). Generowany przychód trafia do skarbu państwa. W roku 2019/20 było to 345 milionów funtów[12];
- Financial Conduct Authority – reguluje branżę usług finansowych w Wielkiej Brytanii. Jej rola obejmuje ochronę konsumentów, utrzymywanie stabilności branży i promowanie zdrowej konkurencji między dostawcami usług finansowych[13];
- Infrastructure and Projects Authority – rządowe centrum wiedzy specjalistycznej w zakresie infrastruktury i dużych projektów, współpracuje z Gabinetem i HM Treasury[14];
- Payment Systems Regulator – organ kontrolny obejmujący systemy płatnicze w Wielkiej Brytanii, ochrona konsumenta, stabillność branży, konkurencja[15];
- Royal Mint – mennica, produkuje monety i medale dla Wielkiej Brytanii, a także dla 60 innych krajów[16];
- UK Asset Resolution Limited – spółka holdingowa należąca do rządowych przedsiębiorstw NRAM Limited (NRAM) i Bradford & Bingley plc (B&B)[17];
- UK Government Investments – rządowe centrum wiedzy specjalistycznej w zakresie finansów i zarządzania przedsiębiorstwami[18].

## Ministrowie
| Minister        | Tytuł                                                                                         | Zakres obowiązków |
| --------------- | --------------------------------------------------------------------------------------------- | --- |
| Boris Johnson   | Pierwszy lord skarbu First Lord of the Treasury                                               | Premier Wielkiej Brytanii, formalny szef Skarbu Państwa |
| Rishi Sunak     | Kanclerz skarbu Chancellor of the Exchequer Drugi lord skarbuSecond Lord of the Treasury      | Ogólna odpowiedzialność za departament; polityka fiskalna (w tym przedstawianie rocznego budżetu); polityka pieniężna, ustalanie celów inflacyjnych; ustalenia ministerialne (w roli Drugiego Lorda Skarbu). |
| Stephen Barclay | Naczelny sekretarz skarbu Chief Secretary to the Treasury                                     | Kontrola wydatków i planowanie strategiczne; wynagrodzenia i emerytury w sektorze publicznym; reforma systemu opieki społecznej; wydajność i stosunek wartości do ceny w służbie publicznej; zamówienia; inwestycje kapitałowe; wydatki na infrastrukturę; mieszkalnictwo i planowanie; wydatki związane z handlem; polityka transportowa, udział skarbu w decentralizacji do Szkocji, Walii i Irlandii Północnej; kobiety w gospodarce; umiejętności, polityka rynku pracy i polityka dotycząca opieki nad dziećmi, w tym bezpłatna opieka nad dziećmi; polityka ulg podatkowych; mieszkalnictwo i planowanie; strategia legislacyjna; państwowe emerytury / renty. |
| Mark Spencer    | Parlamentarny sekretarz skarbu Parliamentary Secretary to the Treasury                        | Główny whip rządu, formalnie wiceminister skarbu |
| Jesse Norman    | Sekretarz finansowy skarbu państwa Financial Secretary to the Treasury                        | Odpowiedzialny za system podatkowy; podatek VAT; europejskie i międzynarodowe kwestie podatkowe; polityka celna planowanie i realizacja partnerstwa z Unią Europejską; podatki, handel i infrastruktura; poseł do parlamentu ds. wydatków publicznych. |
| Theodore Agnew  | Minister ds. Efektywności i Transformacji Minister of State for Efficiency and Transformation | Wartość publiczna, planowanie i wykonanie, wspieranie Kanclerza Księstwa Lancaster w zakresie funkcji i kontroli międzyrządowych, w tym organów publicznych i krajowych gabinetów; wspieranie zamówień i innych działań funkcjonalnych rządu związanych z COVID-19. |
| John Glen       | Sekretarz gospodarczy skarbu Economic Secretary to the Treasury                               | Reformy i regulacja usług bankowych i finansowych; stabilność finansowa, usługi finansowe, w tym bankowość, ubezpieczenia, zarządzanie aktywami; detaliczne usługi finansowe, w tym konkurencja bankowa, finanse konsumenckie, doradztwo finansowe; pożyczki bankowe i dostęp do finansowania; integracja finansowa, spółdzielcze kasy oszczędnościowo-kredytowe; kobiety na liście finansów; usługi finansowe UE, w tym wyjście z UE i decyzje jako państwa członkowskiego; konkurencyjność miast, w tym globalne rynki finansowe, globalne partnerstwa finansowe i handel usługami finansowymi; polityka podatkowa w zakresie podatku od oszczędności osobistych i emerytur; sankcje finansowe i zwalczanie przestępstw gospodarczych i nielegalnego finansowania; rezerwy walutowe i polityka zarządzania długiem, Krajowe oszczędności i inwestycje oraz dług; gotówka i płatności, w tym Royal Mint. Poseł do Sejmu ds. gospodarczych. |
| Kemi Badenoch   | Sekretarz skarbu Exchequer Secretary to the Treasury                                          | Wzrost gospodarczy i produktywność w Wielkiej Brytanii; regionalna decentralizacja, lokalna strategia gospodarcza; lepsze stanowienie prawa i polityka konkurencji; infrastruktura energetyczna, polityka energetyczna, środowiskowa i klimatyczna; podatki od energii i środowiska, w tym od tworzyw sztucznych i od węgla; opodatkowanie transportu, w tym podatki od pojazdów oraz pasażerów lotniczych; koszty dekarbonizacji, ropa naftowa, gaz i transport morski na Morzu Północnym; akcyza (alkohol, tytoń i hazard), w tym oszustwa akcyzowe i egzekwowanie prawa; opłata od przemysłu napojów bezalkoholowych; wspieranie ustawodawstwa podatkowego w parlamencie; |